# S3 ViRGE

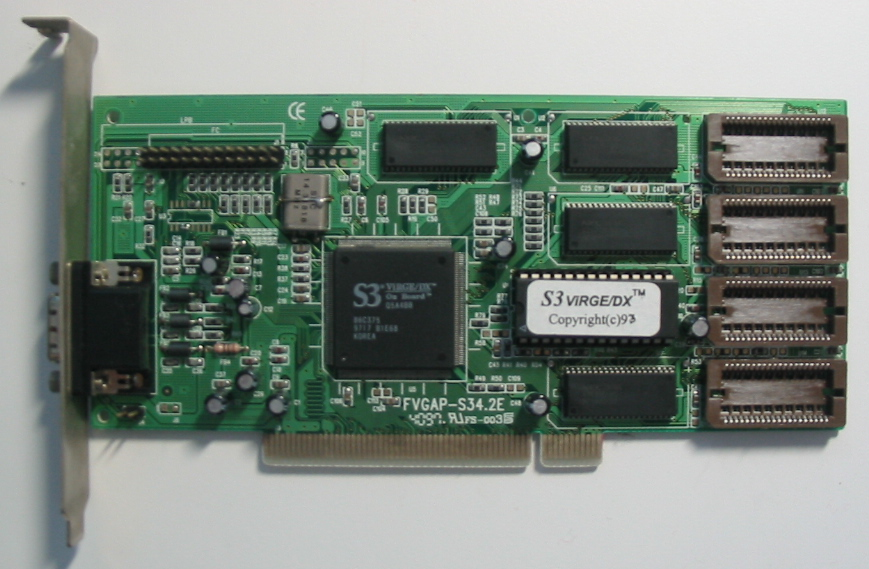
Grafikkarte mit S3 ViRGE/DX-Chip

Der S3 ViRGE (Abkürzung für Virtual Reality Graphics Engine) Grafikprozessor war einer der ersten 2D/3D-Beschleuniger für den Massenmarkt.

## 2D
1995 von S3 Inc. auf den Markt gebracht, markierte der ViRGE einen neuen Meilenstein für 2D-Beschleunigung: Ausgestattet mit EDO-DRAM und aggressivem 1-cycle-Timing wurde der ViRGE/325 zum schnellsten 2D-Beschleuniger der damaligen Zeit. Dass der Chip außerdem pinkompatibel mit einem älteren Mitglied der S3-Trio-Familie war, erlaubte eine einfache und billige Markteinführung von entsprechenden Karten.

## 3D
Während der Chip insofern revolutionär war, dass es nun einen erschwinglichen 3D-Beschleuniger mit hervorragender 2D-Qualität gab, erntete er relativ schnell den zweifelhaften Titel, der erste „Graphics Decelerator“ (in etwa „Grafikbremser“, als Wortspiel zu „Accelerator“ = „Beschleuniger“) der Welt zu sein, da die 3D-Beschleunigung nicht konkurrenzfähig war.
Obwohl der ViRGE einfache 3D-Szenen schneller berechnen konnte als das Prozessor-basierte Software-Rendering, führte das Aktivieren von Features wie bilinearer Filterung oder Z-korrigiertem Nebel zu einem Geschwindigkeitseinbruch, so dass Software-Rendering wieder schneller war. Weiterhin waren die 3D-Features des ViRGE sehr begrenzt.
Ironischerweise war die 3D-Beschleunigung des auf teuerem VRAM-basierenden ViRGE/VX (988) wegen niedriger Taktraten sogar noch langsamer als beim ViRGE/325.

## API-Unterstützung
Zusammen mit der ViRGE-Familie versuchte S3 die S3D genannte Programmierschnittstelle (API) als Standard für 3D-Spiele zu etablieren. Trotz der fehlenden 3D-Leistung kamen wohl aufgrund des Namens S3 einige S3D-Spiele auf den Markt: Terminal Velocity, Descent 2 und später Tomb Raider.
Obwohl der ViRGE durchaus eine akzeptable Geschwindigkeit in diesen angepassten Spielen bot, änderten sich die Rahmenbedingungen Ende 1996 drastisch durch die Einführung des 3dfx Voodoo Graphics und Rendition Vérité sowie die steigende Bedeutung von DirectX. Beide Chips boten eine deutlich bessere 3D-Beschleunigung bei einem ähnlichen Preis. So wurden alle Chancen, dass sich S3D fest etablieren konnte, zunichtegemacht.
Ein weiterer negativer Aspekt war die Tatsache, dass ViRGE jegliche Art von OpenGL-Unterstützung fehlte und der Chip daher für die damals extrem populäre Quake-Engine unbrauchbar war.

## Varianten
Zwischen dem Erscheinen 1995 und dem endgültigen Aus im Jahr 2000 erhielt die ViRGE-Familie diverse Upgrades. Der ViRGE/DX verbesserte die Geschwindigkeit des originalen ViRGE/325. Der ViRGE/GX erhielt Unterstützung für den moderneren SDRAM/SGRAM. Der ViRGE/GX2 war ein Grafikchip mit Unterstützung für den Accelerated Graphics Port (AGP)
Der ViRGE wurde 1998 weitestgehend durch den Savage 3D ersetzt. Trotzdem blieb ein Derivat des ViRGE, Trio3D, sogar noch nach dem Aus des Savage 3D in Produktion.

## Modelldaten
| Chip      | Veröffentlichung | Fertigungsprozess | Chip-ID        | Kerntakt | TMUs | RAMDAC  | Speicher-Interface   | Speicher-Größe | Schnittstelle |
| --------- | ---------------- | ----------------- | -------------- | -------- | ---- | ------- | -------------------- | -------------- | ------------- |
| ViRGE/325 | 1995             | 500 nm            | 86C325         | 55 MHz   | 1    | 135 MHz | EDO-DRAM             | 2/4 MB         | PCI           |
| ViRGE/VX  | 1996             | 500 nm            | 86C988         | 55 MHz   | 1    | 220 MHz | VRAM                 | 2/4/8 MB       | PCI           |
| ViRGE/DX  | 1996             | ?                 | 86C375         | 72 MHz   | 1    | 170 MHz | EDO-DRAM             | 2/4 MB         | PCI           |
| ViRGE/GX  | 1996             | ?                 | 86C385         | 73 MHz   | 1    | 170 MHz | SDRAM/SGRAM/EDO-DRAM | 2/4 MB         | PCI           |
| ViRGE/GX2 | 1997             | ?                 | 86C357         | 90 MHz   | 1    | 170 MHz | SDRAM/SGRAM          | 4 MB           | AGP 1.0       |
| ViRGE/MX  | 1997             | ?                 | 86C260         | 55 MHz   | 1    | 135 MHz | SDRAM/SGRAM          | 2 MB           | AGP 1.0       |
| Trio3D    | 1998             | ?                 | 86C365         | 100 MHz  | 1    | 230 MHz | SDRAM/SGRAM          | 4 MB           | AGP 1.0       |
| Trio3D/2X | 1999             | ?                 | 86C362, 86C368 | 100 MHz  | 1    | 230 MHz | SDRAM/SGRAM          | 4/8 MB         | AGP 1.0       |